# Festival d'Angoulême 2000
Le 27e Festival international de la bande dessinée d'Angoulême s'est déroulé du 26 au 30 janvier 2000.

## Palmarès

### Grand Prix de la Ville d'Angoulême
Le grand prix de la ville d'Angoulême a été remis à Florence Cestac.

### Prix décernés par le grand jury
- Alph-Art du meilleur album : Ibicus : Tome 2 de Pascal Rabaté, éd. Vents d'Ouest, Issy-les-Moulineaux
  - Zeke raconte des histoires de Cosey, éd. Dupuis, Marcinelle
  - Lie-de-Vin de Olivier Berlion et Éric Corbeyran, éd. Dargaud, Paris
  - La Terre sans mal de Emmanuel Lepage et Anne Sibran, éd. Dupuis, Marcinelle
  - Professeur Bell : le Mexicain à deux têtes de Joann Sfar, éd. Delcourt, Paris
- Alph-Art du meilleur album étranger : Passage en douce, carnet d'errance de Helena Klakočar, éd. Fréon, Anderlecht
  - Comme un gant de velours pris dans la fonte de Daniel Clowes, éd. Cornélius, Paris
  - 300 de Frank Miller et Lynn Varley, éd. Rackham, Paris
  - L'Art invisible de Scott McCloud, éd. Vertige Graphic, Paris
  - Vieilles canailles : L'Esprit de famille de Carlos Trillo et Domingo Mandrafina, éd. Albin Michel, Paris
  - Tabou de Ruben Pellejero et Jorge Zentner, éd. Casterman, Bruxelles
- Alph-Art du scénario : l'Ascension du Haut Mal : Tome 4 de David B.
  - Tramp : Pour Hélène de Patrick Jusseaume et Jean-Charles Kraehn
  - Berceuse assassine : les Jambes de Martha de Ralf Meyer et Philippe Tome
  - Trois Allumettes de David Chauvel et Hervé Boivin
  - Péché mortel : Autopsie d'un mensonge de Joseph Griesmar et Toff
- Alph-Art coup de cœur : Le Réducteur de vitesse de Christophe Blain, éd. Dupuis, Marcinelle
  - Miss : Bloody Manhattan de Philippe Thirault, Marc Riou et Mark Vigouroux, éd. Les Humanoïdes Associés, Paris
  - Bretagne de Pierre Wazem, éd. Les Humanoïdes Associés, Paris
  - Hôtel noir de Antoine Ozanam et Bruno Lachard, éd. Paquet, Genève
  - Un drôle d'ange gardien : Tome 1 de Denis-Pierre Filippi et Sophie Revel, éd. Delcourt, Paris
- Alph-Art humour : Blotch de Blutch, éd. Fluide glacial, Paris
  - Iago de Ralf König, éd. Glénat, Grenoble
  - Baker Street : Sherlock Holmes n’a peur de rien de Nicolas Barral et Pierre Veys, éd. Delcourt, Paris
  - Jean-Claude Tergal : La Première Fois de Tronchet, éd. Fluide glacial, Paris
  - Benito Mambo de Christian Durieux, éd. Les Humanoïdes Associés, Paris

### Autres prix du festival
- Alph-Art jeunesse 9-12 ans : Lanfeust de Troy : Les Pétaures se cachent pour mourir de Christophe Arleston et Didier Tarquin, éd. Soleil, Toulon
  - Nathalie : Le Nombril du monde de Sergio Salma, éd. Casterman, Bruxelles
  - Merlin : Merlin contre le Père Noël de Joann Sfar de José-Luis Munuera, éd. Dargaud, Paris
  - SODA : Dieu seul le sait de Bruno Gazzotti et Tome, éd. Dupuis, Marcinelle
  - Franky Snow : Slide à mort de Buche, éd. Glénat
- Alph-Art jeunesse 7-8 ans : Le Diable aux 3 cheveux d'or de Cécile Chicault, éd. Delcourt, Paris
- Alph-Art du public : Le Vent dans les saules : L'Échappée belle de Michel Plessix, éd. Delcourt, Paris
- Alph-Art de la bande dessinée scolaire : Sylvain Marc (16 ans)
- Alph-Art Fanzine : Faille Temporelle
- Alph-Art jeunes talents : Sylvain-Noizie Rondet
- Alph-Art de la communication : No Suicide

### Prix remis dans le cadre du festival
- Prix René Goscinny : Déogratias de Jean-Philippe Stassen, éd. Dupuis, Marcinelle
- Prix France Info : Passage en douce de Helena Klacokar, éd. Fréon, Anderlecht
- Prix des libraires spécialisés en bande dessinée : La Terre sans mal de Emmanuel Lepage et Anne Sibran, éd. Dupuis, Marcinelle
- Prix de l'École de l'image : David B.
- Prix de la critique : L’Art Invisible de Scott McCloud, éd. Vertige Graphic, Paris
- Prix du Jury œcuménique de la bande dessinée : La Terre sans mal de Emmanuel Lepage et Anne Sibran, éd. Dupuis, Marcinelle

Mention spéciale : Ethel et Ernest de Raymond Briggs, éd. Grasset, Paris
- Prix de la bande dessinée chrétienne : La Bible, l’Ancien et le Nouveau Testament en bandes dessinées de Mike Maddox et Francis Anderson, éd. Pré aux Clercs

## Pays invité
Québec

## Déroulement du festival
L'exposition Robert Crumb (président du festival), d'excellente tenue, était plus ou moins cachée au public et l'affiche réalisée par Robert Crumb n'a pas servi. Robert Crumb a d'ailleurs été un président fantôme, n'apparaissant réellement que pour donner un concert... pendant la cérémonie de distribution des prix.
Autres expositions importantes : l'exposition de l'Association, l'exposition Giraud/Moebius et l'exposition 1h59 organisée autour d'Enki Bilal et d'auteurs de l'ex-Yougoslavie.

## Affiche
Robert Crumb a créé une affiche pour le festival mais celle-ci n'a pas été retenue, selon le vœu du conseil municipal d'Angoulême et du FIBD, en raison de son caractère «dérangeant» et de ses allusions sexuelles qui ne permettaient pas de l'exposer au grand public. Le dessin a tout de même servi comme affiche de l'exposition Qui a peur de Robert Crumb ?.
L'affiche officielle du festival, visiblement réalisée en catastrophe, ne contenait aucun dessin : « À la place d’un dessin de Crumb, on a droit à un affreux aplat violet, avec intitulé de l’événement à peine rehaussé par une liste d’auteurs discrètement imprimée en fond » (L'Humanité, édition du 29 janvier 2000).

## Jury
Robert Crumb (président du festival, mais a-t-il présidé le jury ?), Rebecca Manzoni, Thierry Bellefroid, Christophe Le Bel, Gilles Medioni, Yves Poinot, Georges Wolinski